# Тригидрид празеодима
Тригидри́д празеоди́ма — бинарное неорганическое соединение
празеодима и водорода
с формулой PrH3,
кристаллы.

## Получение
- Празеодим заметно реагирует с водородом уже при комнатной температуре и быстро при нагревании и повышенном давлении[1]:

{\displaystyle {\mathsf {2Pr+3H_{2}\ {\xrightarrow {150^{o}C,100atm}}\ 2PrH_{3}}}}

## Физические свойства
Тригидрид празеодима образует кристаллы гексагональной сингонии, параметры ячейки a = 0,389 нм, c = 0,694 нм, Z = 2.